# War Shipping Administration

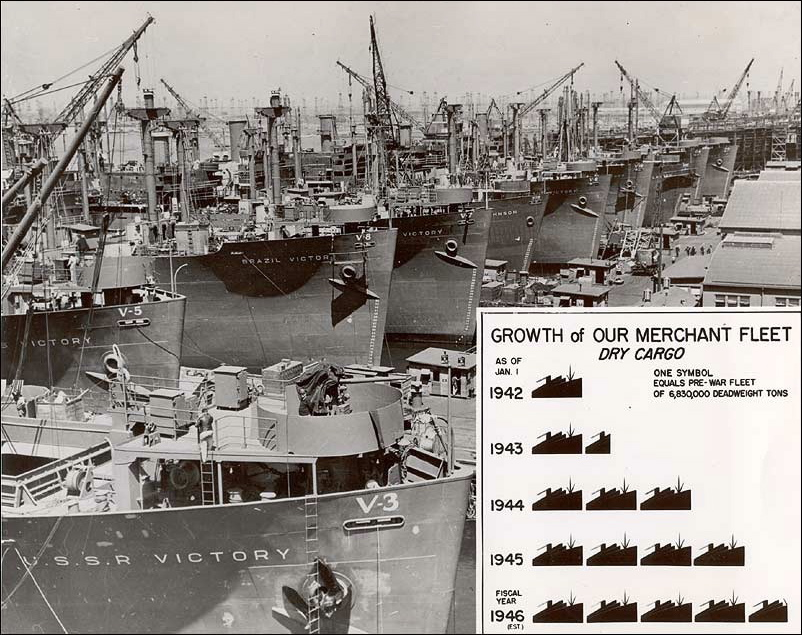
WSA-Fotografie mit Angabe der im Krieg gebauten Tonnage

Die War Shipping Administration (WSA) war eine Behörde, die während des Zweiten Weltkrieges die Aufgabe hatte, für die Vereinigten Staaten von Amerika Handelsschiffe zu erwerben sowie zu betreiben und somit die Transportkapazitäten bereitzustellen, die für die Kriegsführung notwendig waren.
Die WSA wurde am 7. Februar 1942 durch Präsident Franklin D. Roosevelts Executive Order No. 9054 gegründet. Sie war ein Ableger der 1936 gegründeten United States Maritime Commission, die den Bau von Handelsschiffen überwachte. Beide Organisationen wurden von Vizeadmiral Emory S. Land geleitet und arbeiteten eng zusammen. Während des Krieges vergrößerte sich die verfügbare Anzahl an Handelsschiffen auf mehr als 3500 Stückgutfrachter und über 900 schnelle Tanker.
Der von der WSA verwaltete Schiffsraum wurde nach Bedarf der Handelsmarine, der United States Army oder der United States Navy zur Verfügung gestellt. Im Combined Shipping Adjustment Board arbeitete die WSA eng mit dem britischen Ministry of War Transport (MOWT) zusammen, um eine möglichst effiziente Nutzung der vorhandenen alliierten Transportkapazitäten zu erreichen.
Nach dem Krieg wurden die Schiffe der WSA als Teil der Operation Magic Carpet zum Rücktransport der amerikanischen Truppen in die USA eingesetzt. Bis zum 1. Dezember 1945 wurden mehr als 3,5 Mio. Soldaten zurück in ihre Heimat gebracht. Am 1. September 1946 wurden die Aufgaben der WSA an die Maritime Commission zurückgegeben und die WSA aufgelöst.